# Kursächsische Ganzmeilensäule Bahretal

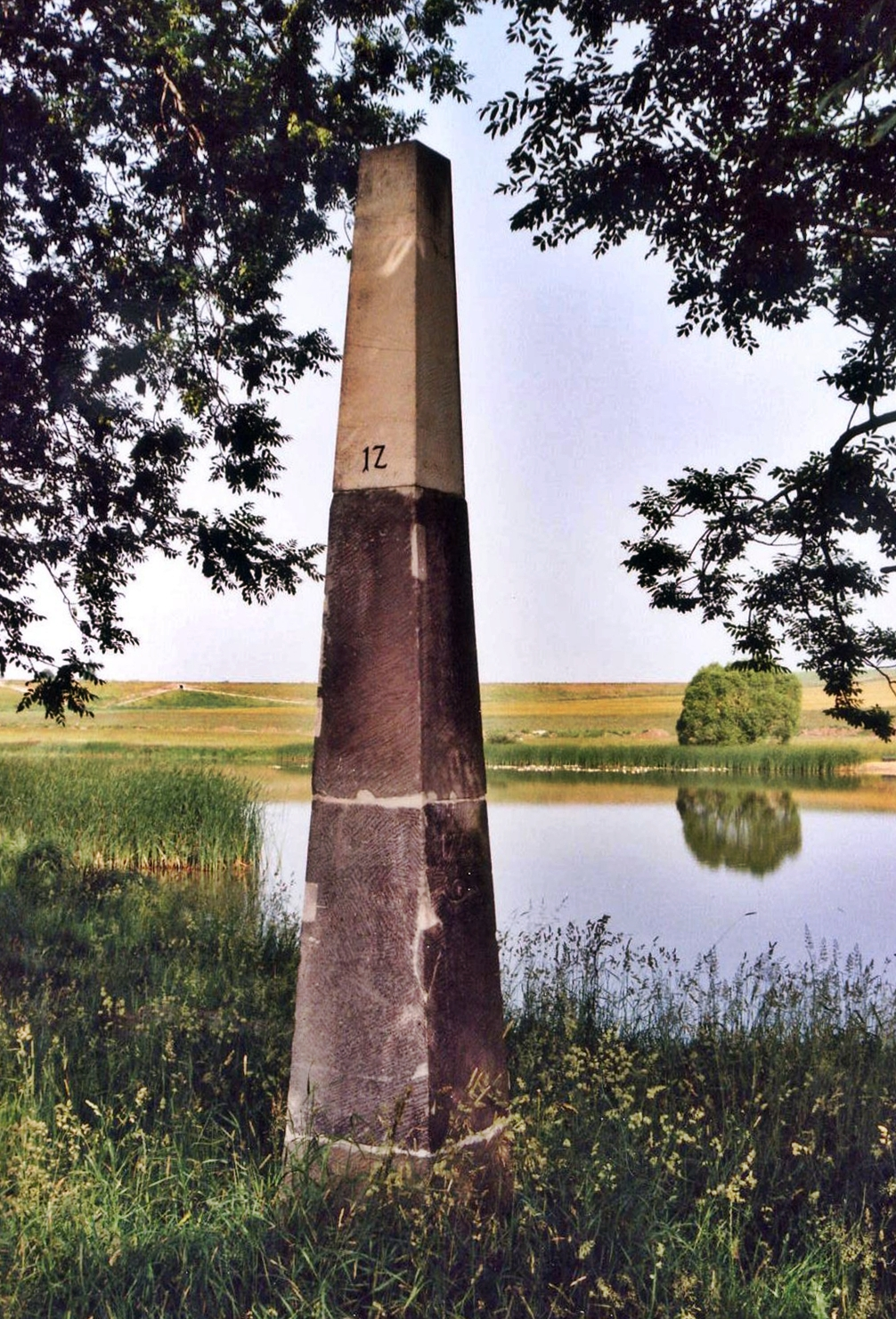
Ganzmeilensäule am Ehrlichtteich

Die denkmalgeschützte kursächsische Ganzmeilensäule Bahretal gehört zu den Postmeilensäulen, die im Auftrag des Kurfürsten Friedrich August I. von Sachsen durch den Land- und Grenzkommissar Adam Friedrich Zürner in der 1. Hälfte des 18. Jahrhunderts im Kurfürstentum Sachsen errichtet worden sind. Sie befindet sich nördlich des Ortsteils Göppersdorf am Ehrlichtteich an der Alten Dresden-Teplitzer Poststraße in der osterzgebirgischen Gemeinde Bahretal im Landkreis Sächsische Schweiz-Osterzgebirge.

## Geschichte
Es handelt sich teilweise um eine Säulenkopie, das Original des Schaftes und der Spitze werden im Museum Liebstadt aufbewahrt. Die Säule trägt die Jahreszahl 1729 und die Reihennummer 12. Reststücke der Säule wurden 1958 im Erlichtteich sichergestellt. Die ergänzte Ganzmeilensäule wurde 1965 am ursprünglichen Standort wiederaufgestellt. 1986 brach die Säule durch Witterungseinflüsse auseinander, so dass sie restauriert werden musste.